# Kapitanowie Arsenalu F.C.

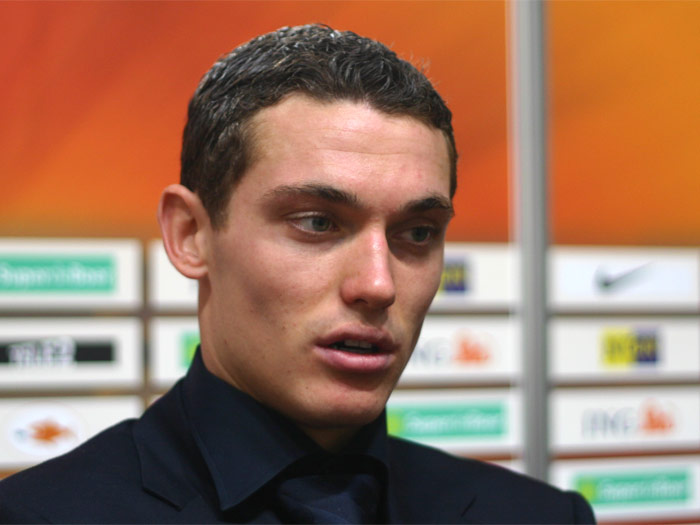
Thomas Vermaelen, kapitan Arsenalu od 2012 do 2014 roku

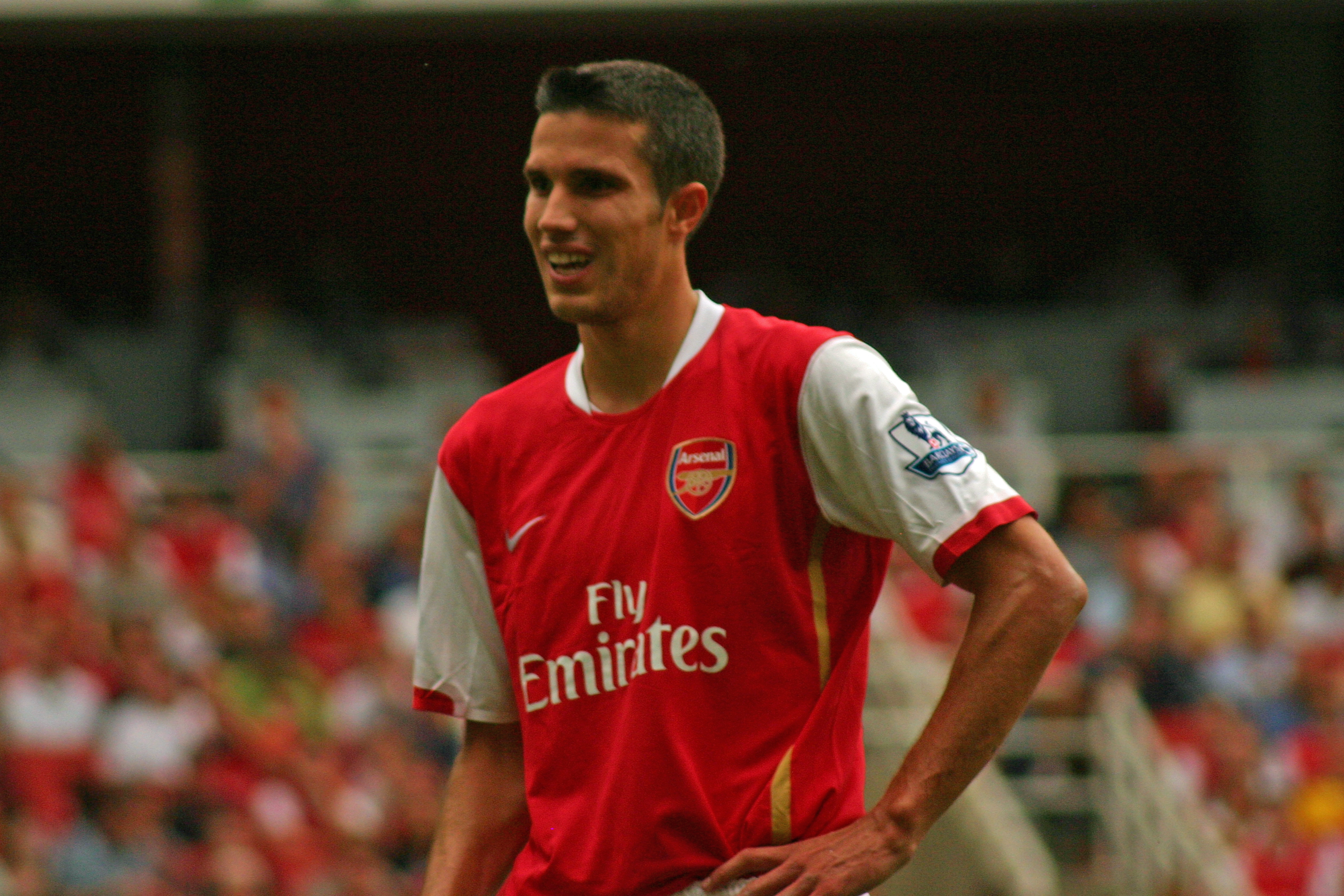
Robin van Persie, kapitan Arsenalu od 2011 do 2012 roku

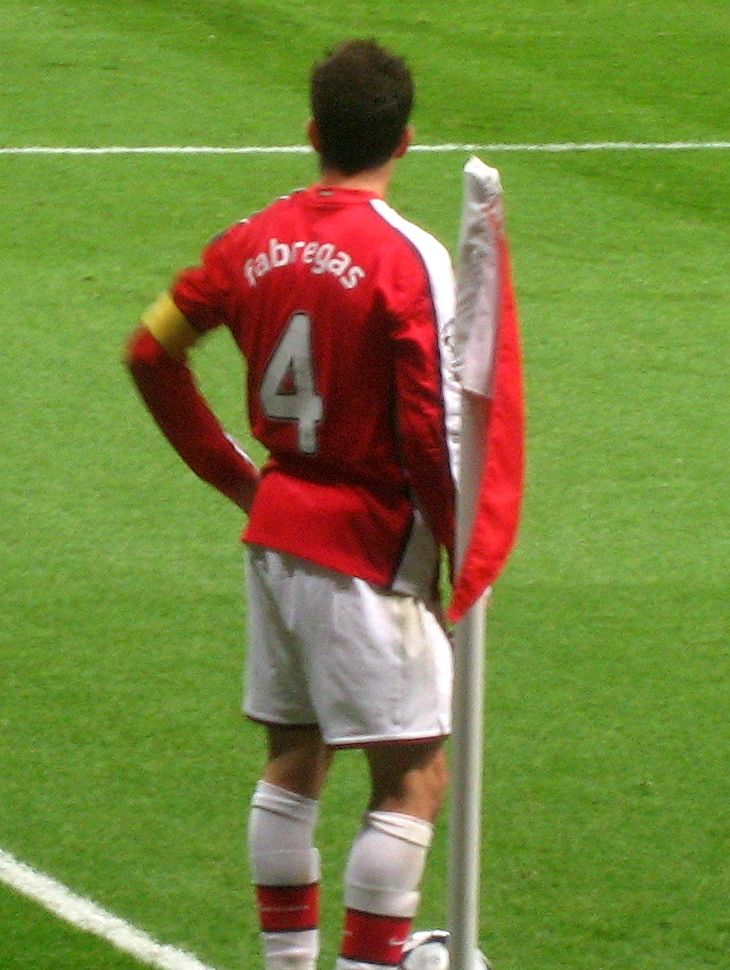
Cesc Fàbregas, kapitan Arsenalu od 2008 do 2011 roku

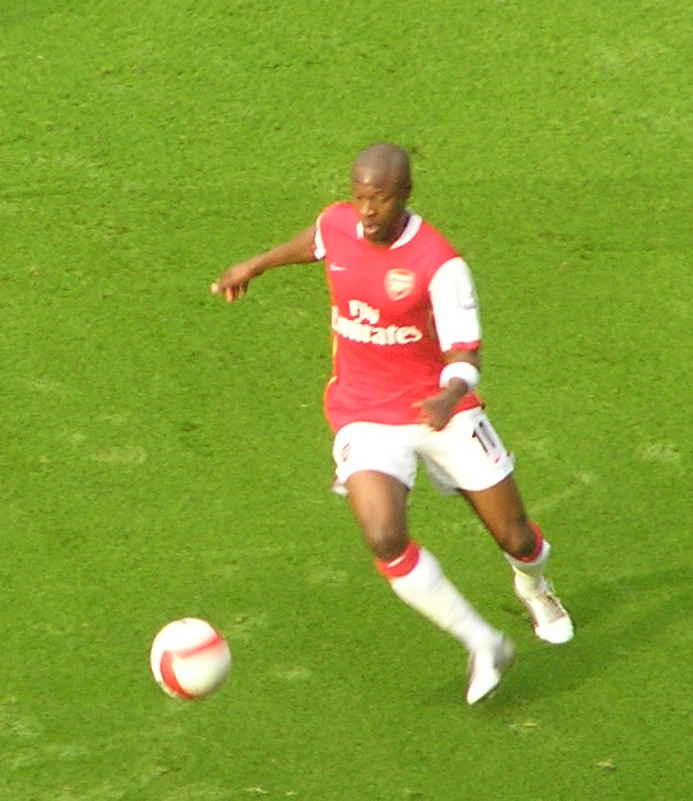
William Gallas, kapitan Arsenalu od 2007 do 2008 roku

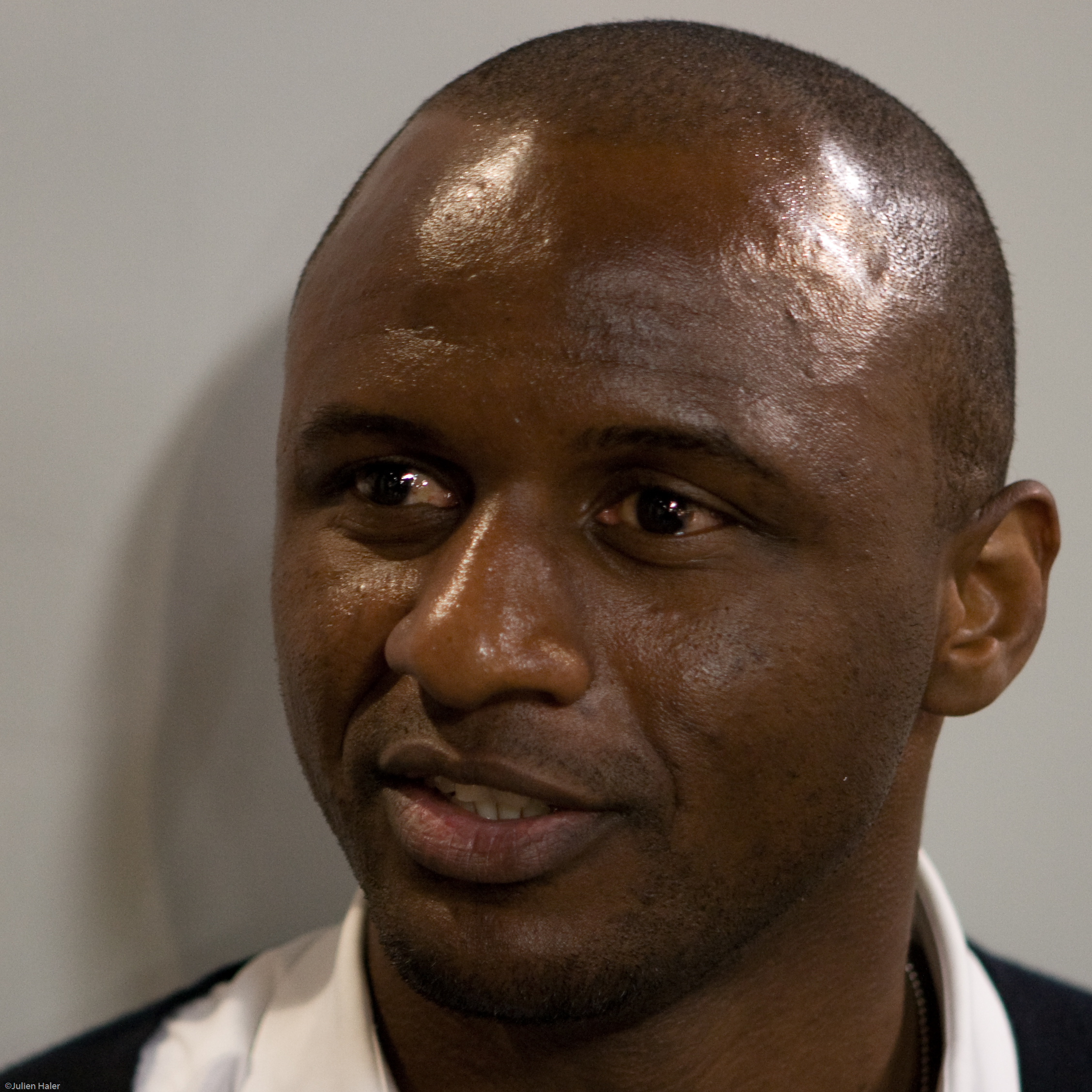
Patrick Vieira, kapitan Arsenalu od 2002 do 2005 roku

Arsenal Football Club to angielski zawodowy klub piłkarski z siedzibą w Holloway w Północnym Londynie. Obecnie występuje w Premier League i jest jednym z najbardziej utytułowanych klubów w Anglii.
Kapitan to zawodnik, który pełni na boisku rolę lidera drużyny: często to jeden ze starszych i bardziej doświadczonych graczy lub piłkarz, który potrafi w znacznym stopniu wpłynąć na grę zespołu. Kapitan to jedyny zawodnik, który może rozmawiać z sędzią bez groźby kary. Wyróżnia go opaska noszona na ramieniu.
Od lipca 2022 kapitanem klubu jest Martin Ødegaard, który zastąpił w pełnieniu tej funkcji Pierre'a-Emericka Aubameyanga.

## Lista kapitanów
| Imię i nazwisko           | Numer | Pozycja | Od                | Do                | Ważniejsze trofea |
| ------------------------- | ----- | ------- | ----------------- | ----------------- | --- |
| Jimmy Jackson             |       | PO      | 1904              | 1905              | |
| Tony Parker               |       | OB      |                   |                   | |
| Eddie Hapgood             |       | OB      |                   |                   | |
| Joe Mercer                |       | PO      |                   |                   | |
| Terry Neill               |       | OB      | 1962              | 1967              | |
| Frank McLintock           |       | PO      | 1967              | 1973              | - Mistrzostwo Anglii: 1970/71 - Puchar Anglii: 1970/71 - Puchar Miast Targowych: 1969/70 |
| Alan Ball                 |       | PO      | 1973              | 1975              | |
| Eddie Kelly               |       | PO      | 1975              | 1976              | |
| Pat Rice                  |       | OB      | 1976              | 1980              | |
| John Hollins              |       | PO      | 1980              | 1981              | |
| David O’Leary             |       | OB      | 1981              | 1983              | |
| Graham Rix                |       | PO      | 1983              | 1986              | |
| Kenny Sansom              |       | OB      | 1986              | 1988              | - Puchar Ligi Angielskiej: 1986/87 |
| Tony Adams                | 6     | OB      | 1988              | 2002              | - Mistrzostwo Anglii: 1988/89, 1990/91, 1997/98, 2001/02 - Puchar Anglii: 1992/93, 1997/98, 2001/02 - Puchar Ligi Angielskiej: 1992/93 - Puchar Zdobywców Pucharów: 1993/94 - Tarcza Wspólnoty: 1991 (wspólnie z Tottenhamem), 1998, 1999, 2002 |
| Patrick Vieira            | 4     | PO      | 2002              | 15 lipca 2005     | - Mistrzostwo Anglii: 2003/04 - Puchar Anglii: 2002/03, 2004/05 - Tarcza Wspólnoty: 2004 |
| Thierry Henry             | 14    | NA      | 17 lipca 2005     | 30 czerwca 2007   | |
| William Gallas            | 10    | OB      | 9 sierpnia 2007   | 22 listopada 2008 | |
| Cesc Fàbregas             | 4     | PO      | 24 listopada 2008 | 15 sierpnia 2011  | |
| Robin van Persie          | 10    | NA      | 16 sierpnia 2011  | 17 sierpnia 2012  | |
| Thomas Vermaelen          | 5     | OB      | 17 sierpnia 2012  | 9 sierpnia 2014   | - Puchar Anglii: 2013/14 |
| Mikel Arteta              | 8     | PO      | 10 sierpnia 2014  | 30 czerwca 2016   | - Puchar Anglii: 2014/15 - Tarcza Wspólnoty: 2014, 2015 |
| Per Mertesacker           | 4     | OB      | 13 sierpnia 2016  | 30 czerwca 2018   | - Puchar Anglii: 2016/17 - Tarcza Wspólnoty: 2017 |
| Laurent Koscielny         | 6     | OB      | 10 sierpnia 2018  | 6 sierpnia 2019   | |
| Granit Xhaka              | 34    | PO      | 27 września 2019  | 5 listopada 2019  | |
| Pierre-Emerick Aubameyang | 14    | NA      | 5 listopada 2019  | 14 grudnia 2021   | - Puchar Anglii: 2019/20 - Tarcza Wspólnoty: 2020 |
| Martin Ødegaard           | 8     | PO      | 30 lipca 2022     | obecnie           | |